# Jukka Rahja
Jukka Rahja, född 1887 i Kronstadt, död 31 augusti 1920 i Petrograd, var en finländsk metallarbetare och kommunist.
Han anslöt sig redan som 15-åring till bolsjevikerna. Bland annat tillhörde han bolsjevikernas underjordiska kommitté i Kronstadt. År 1905 flydde han till Finland, där han deltog i socialdemokratiska ungdomsrörelsen och var verksam inom fackföreningsrörelsen. År 1913 var han tillbaka i Sankt Petersburg, men blev 1917 anhållen på grund av den misslyckade revolten i juli. Efter oktoberrevolutionen sändes Rahja till Finland. Han organiserade beväpnandet och organisationen av Röda gardet. Den 27 januari 1918 sårades han i slaget vid Kämärä.
Rahja deltog i grundandet av Finlands kommunistiska parti i Petrograd. Han var kommunistpartiets representant vid Kominterns grundande 1919. Han mördades i blodbadet på kommunisternas klubb på initiativ av den s.k. revolveroppositionen i det finska kommunistpartiet. Han var bror till Eino Rahja och Jaako Rahja.